# Хоче-Сливниця (община)
Община Хоче-Сливниця (словен. Občina Hoče - Slivnica) — одна з общин Словенії. Адміністративним центром є місто Споднє Хоче.
Багаті культурні та природні ресурси сприяють розвитку туризму, в першу зимового.

## Населення
У 2011 році в общині проживало 10900 осіб, 5446 чоловіків і 5454 жінок. Чисельність економічно активного населення (за місцем проживання), 4303 осіб. Середня щомісячна чиста заробітна плата одного працівника (EUR), 914,08 (в середньому по Словенії 987.39). Приблизно кожен другий житель у громаді має автомобіль (53 автомобілі на 100 жителів). Середній вік жителів склав 42,2 роки (в середньому по Словенії 41.8). 